# Hypotia numidalis
Hypotia numidalis is een vlinder uit de familie snuitmotten (Pyralidae). De wetenschappelijke naam is voor het eerst geldig gepubliceerd in 1900 door Hampson.
De soort komt voor in Europa.